# Desmond Koch
Desmond Koch   (comtat de Lincoln, 10 de maig de 1932 - Los Angeles, 26 de gener de 1991) va ser un atleta i jugador de futbol americà estatunidenc, que va competir durant la dècada de 1950.
Koch es va graduar al Reed High School de Shelton, Washington, i a la Universitat del Sud de Califòrnia. El 1955 va guanyar el títol de disc de la NCAA, però no es va classificar per disputar el Jocs Olímpics d'Estiu de 1956. Finalment va ser inclòs a l'equip en substitució de Ron Drummond, aconseguint guanyar la medalla de bronze en la prova del llançament de disc del programa d'atletisme. També destacà com a jugador de futbol americà, arribant a provar pel Green Bay Packers i els San Diego Chargers, però mai va jugar com a professional.

## Millors marques
- Llançament de disc. 55,08 metres (1956)
- Llançament de pes. 15,85 metres (1954)
- Llançament de javelina. 64,92 metres (1954)[2]